# Trevone
Trevone (in cornico Treavon, "bacino fluviale") è un villaggio sul mare e una baia (in cornico Porth Musyn, "baia di Musun") vicino a Padstow in Cornovaglia nel Regno Unito.

## Strutture
Per arrivare alla spiaggia si passa attraverso una lunga strada, circondata da case, un municipio con una sala riunioni, una bottega del villaggio e poche strade che si diramano. Due o tre case sono pensioni "bed and breakfast". C'è un negozio di surf e un piccolo caffè stagionale. C'è anche un negozio a metà strada tra la cima della collina e la spiaggia. Di recente Trevone ha chiuso l'ufficio postale e anche l'emporio da cui operava l'ufficio. Tuttavia, c'è un nuovo negozio con sede a Trevone Farm. Trevone aveva molti hotel tra cui Green Waves, Newlands, Trevone Bay Hotel e The Sea Spray, ma l'unico hotel (e pub) rimasto nella baia è il Well Parc. Il Newlands è stato ribattezzato come Trevone Beach House era un bed and breakfast ed è attualmente a gestione famigliare. Per il resto ora sono appartamenti turistici.

## Geografia

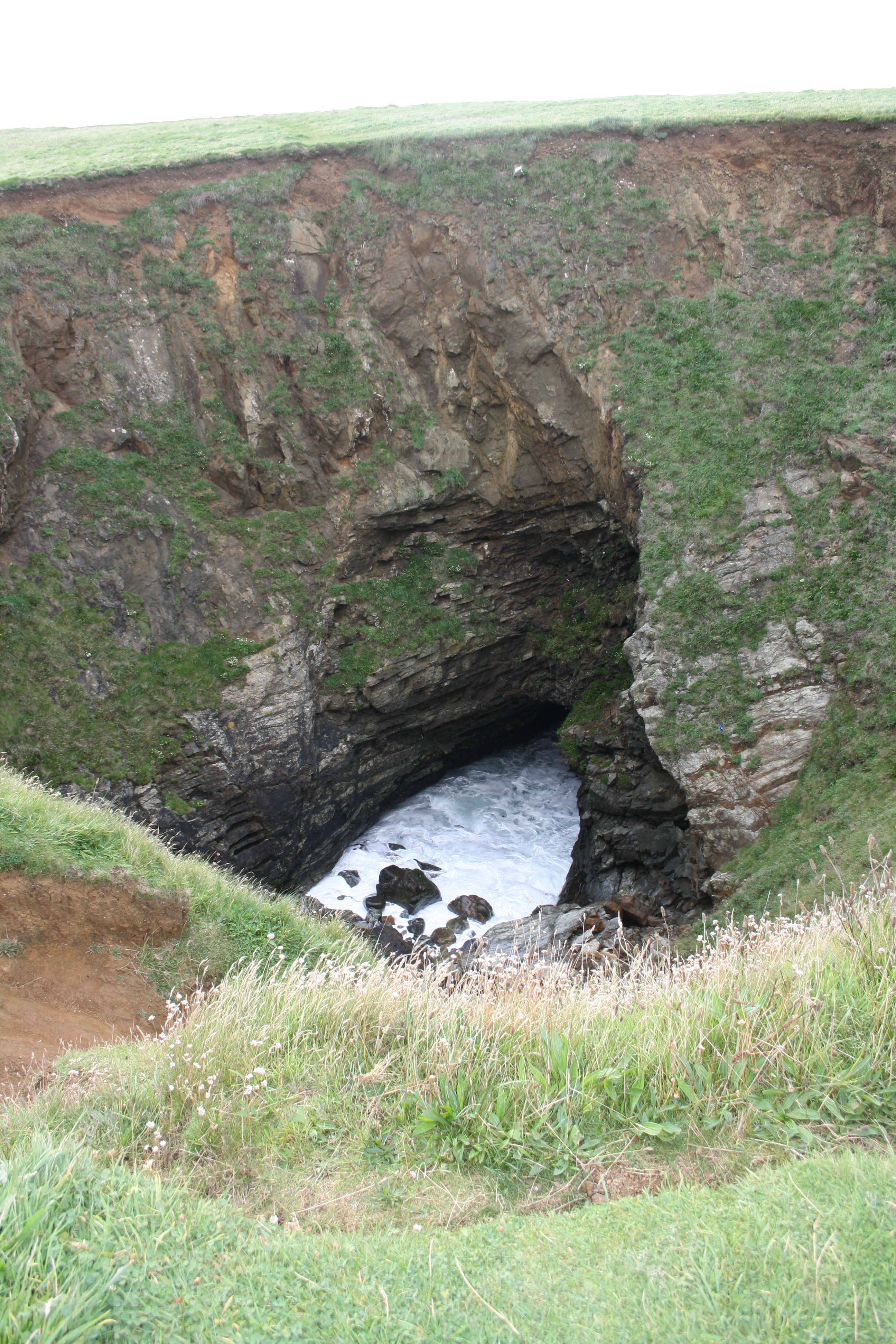
Il foro di sfiato, scoperto nell'agosto 2009

Il sito di interesse scientifico speciale (SSSI) della baia di Trevone contiene quattro siti per la revisione della conservazione geologica (GCR) e si trova all'interno dell'Area di eccezionale bellezza naturalistica (AONB) della Cornovaglia. Di forte interesse per i geologi sono i fossili di goniatite su Pentonwarra Point e i fossili di Conodont su Marble Cliff. Il 'Sink Hole', un grande foro di sfiato formato da una grotta marina crollata può essere osservato da un campo in pendenza sopra il lato est della baia.
La spiaggia di Porthmissen è stata votata come una delle spiagge più pulite, ricevendo nel 2002 un buon punteggio e nel 2008 il punteggio più alto. Durante i mesi estivi non sono ammessi cani in spiaggia.

## Chiesa di San Salvatore

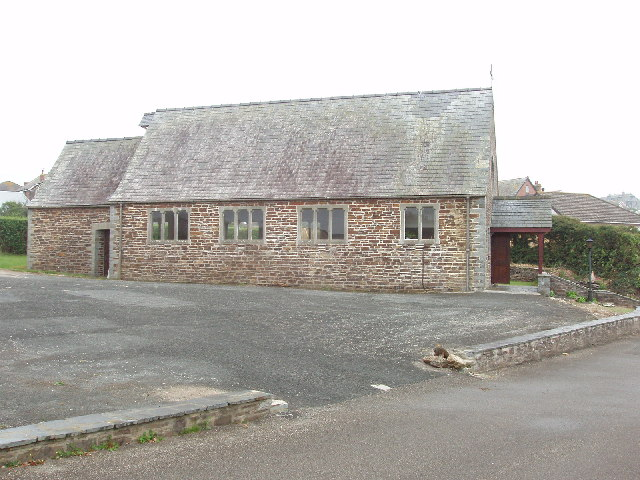
Chiesa di San Salvatore

La chiesa di San Salvatore fu costruita nel 1959 con arenaria locale proveniente da St Columb Downs. La pietra è ricca di ferro che viene lavorata verso l'esterno fino a quando la pietra viene levigata per renderla dura. Il tetto è in ardesia di Delabole. Ha preso il posto di una chiesa di missione in legno che fu costruita nel 1894. È dedicata a San Salvatore perché c'era una cappella di San Salvatore su quello che ora è la cuspide di San Salvatore, sull'estuario del cammello fuori Padstow ma all'interno del Doom Bar.
Elizabeth Maria Molteno, suffragista sudafricana, poetessa e attivista per i diritti civili, si è ritirata a Trevone ed è sepolta nel cimitero di San Salvatore.

## Media

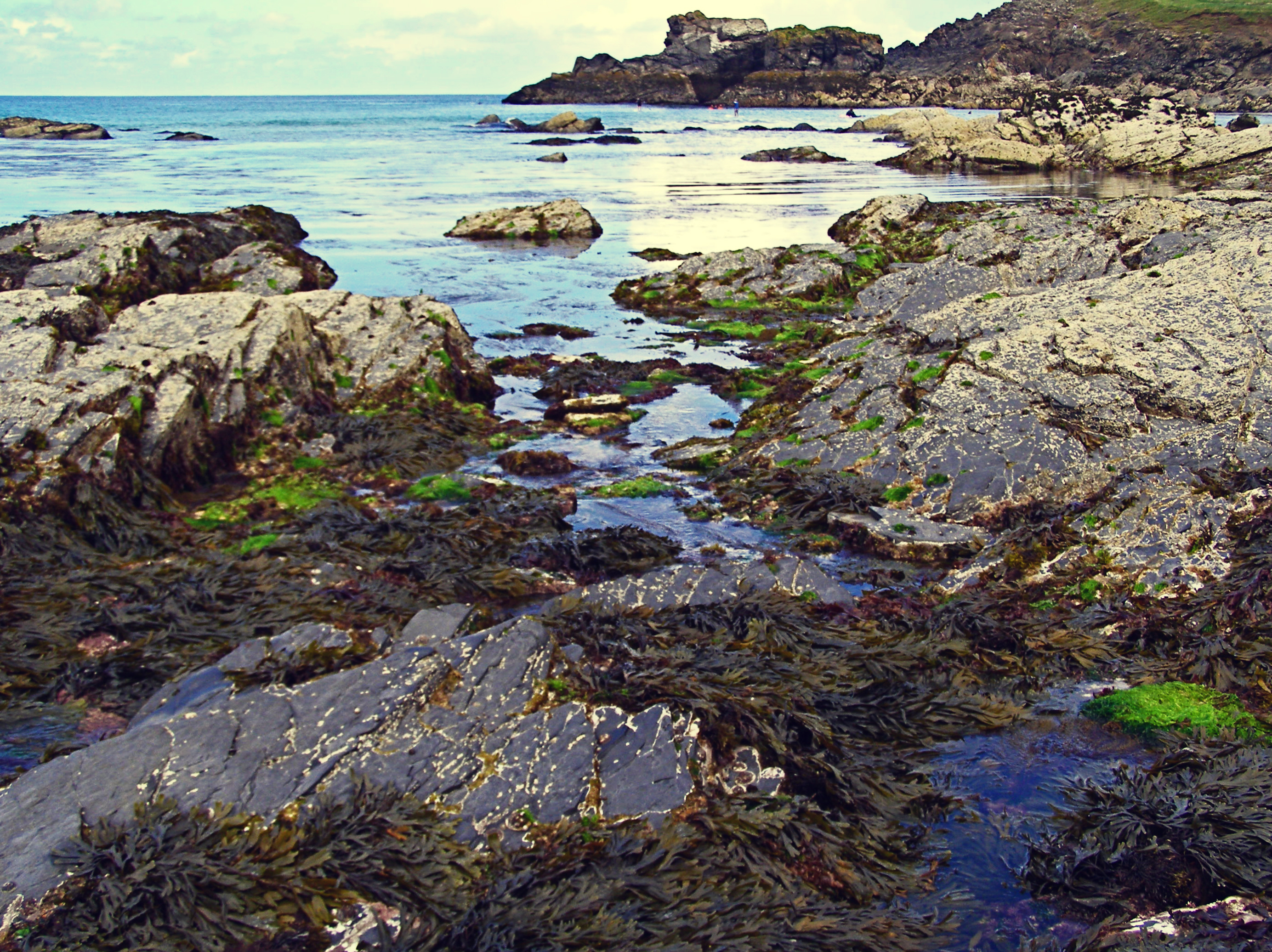
Baia di Trevone

All'inizio del 2007, la baia di Trevone è stata utilizzata come cornice per la pubblicità della Renault Clio Ripcurl, che ritraeva due surfisti intenti ad entrare in mare.